# (22139) Jamescox
(22139) Jamescox (2000 VU28) – planetoida z pasa głównego asteroid okrążająca Słońce w ciągu 3,69 lat w średniej odległości 2,39 j.a. Odkryta 1 listopada 2000 roku.